# Sainte-Gemmes-d’Andigné
Sainte-Gemmes-d’Andigné korábbi község Franciaország Loire mente régiójában, Maine-et-Loire megyében. 2016. december 15-én tizennégy másik korábbi községgel egyesült és Segré-en-Anjou Bleu új község része lett.
Lakosainak száma 1443 fő (2018. január 1.). Sainte-Gemmes-d’Andigné Le Bourg-d’Iré, La Chapelle-sur-Oudon, Chazé-sur-Argos, Loiré, Marans, Nyoiseau és Segré községekkel határos.

## Népesség
A település népessége az elmúlt években az alábbi módon változott:
| Lakosok száma | 1223 | 1261 | 1243 | 1271 | 1311 | 1486 | 1476 | 1489 | 1472 | 1443 |
|               | 1968 | 1975 | 1982 | 1990 | 1999 | 2011 | 2013 | 2015 | 2017 | 2018 |